# Цзиньско-ляоская война
Цзиньско-ляоская война (кит. трад. 金滅遼之戰, 1114—1125) — война чжурчжэньского государства Цзинь в союзе с китайской империей Сун против киданьского государства Ляо, завершившаяся уничтожением последнего.

## Предыстория
В начале XII века чжурчжэньский вождь Ваньянь Агуда сумел объединить многие племена. Это вызвало тревогу у киданей, которые всеми силами препятствовали объединению чжурчжэней. В частности, кидани приняли чжурчжэньских вождей Агучаня (другое имя — Асу) и Люкэ, которые вели борьбу с Ваньян, но проиграли. Агуда потребовал их выдачи, но получил отказ. Ляосцы пытались запретить Ваньян захват других чжурчжэньских племён, но неудачно. Вмешательство ляосцев в чжурчжэньские дела привело к тому, что Агуда стал замышлять войну против киданьского государства. На празднике Первой Рыбы Агуда отказался танцевать перед киданьским императором и тем самым бросил ему вызов.
Ляосцы потребовали, чтобы Агуда прибыл на суд, планируя его убить, но тот приехал с отрядом более чем в 500 тяжеловооруженных всадников. После этого Агуда больше не приезжал на суд, а стал готовиться к наступлению.
Многие учёные полагают, что чжурчжэни не думали о завоевании империи Ляо, так как у них не хватало для этого сил.

## Ход войны

### Первые успехи чжурчжэней

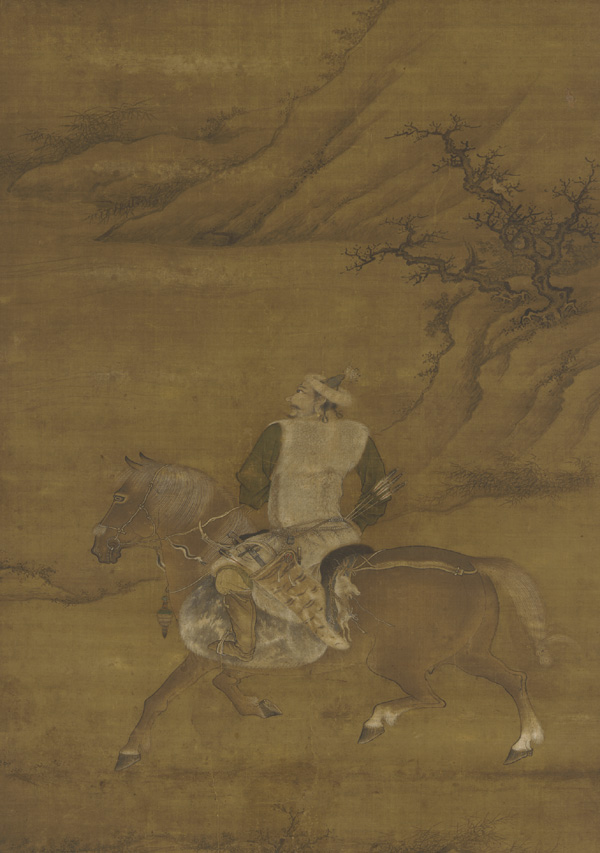
Чжурчженский всадник. Китайская миниатюра

Первые бои закончились победами армии Агуды. Пограничные войска киданей были разбиты, а город Нинцзянчжоу — вырезан. Чжурчжэньские племена, до этого находившееся под полным контролем Ляо, перешли на сторону Агуды. Его армия выросла от 2500 воинов до 10 тысяч.
Ключевой момент войны наступил, когда империя Ляо мобилизовала большие силы и их возглавил сам император. По данным летописи, под его командой оказалось до 600 тысяч человек. Многие чжурчжэньские вожди испугались многочисленного киданьского войска и не хотели воевать. Агуда не мог заставить их выступить против Ляо. Многие вожди требовали мира с киданями. Тогда он пошёл на хитрость. Воспользовавшись тем, что большинство чжурчжэньских вождей плохо знало китайскую письменность, Агуда написал письмо киданьскому императору с прошением о пощаде, но использовал такие выражения, которые были оскорбительными для императорского величия. Разгневанный этим киданьский правитель издал манифест, в котором потребовал от своих воинов полного уничтожения чжурчжэней. Агуда показал этот манифест чжурчжэньским вождям и сказал им, что он хотел мира, но ляоский император против этого. Манифест киданьского императора привёл к тому, что все чжурчжэни отбросили сомнения и решили воевать до конца. Этим тут же воспользовался Агуда, который взял клятву со чжурчжэньских вождей воевать с империей Ляо до полного её уничтожения.
Мобильная чжурчжэньская конница взяла вверх над огромным, но слабо подготовленным киданьским войском. Главной ошибкой ляоского императора стало его разрешение вооружаться войскам по своему усмотрению. Это привело к тому, что большинство солдат в его армии были легковооружёнными, не имели крепких доспехов, арбалетов и дальнобойных луков. К тому же было мало кавалерии. Поэтому чжурчжэни расстреливали противника на расстоянии, навязывали ближний бой тогда, когда сами хотели. Это привело к разгрому ляосского войска. Наиболее упорно держались китайские части, но и они в конце концов были разбиты.
В 1115 г. Агуда принял титул императора (под именем Минь) и дал своей династии название золотой (Цзинь). Его победы следуют одна за другой, и вскоре вся Маньчжурия признает своим властителем, затем ему подчиняется киданьская земля — большая часть Монголии и часть Китая.
Но киданьский правитель не придал значения действиям чжурчжэней, он во многом слушал своего фаворита Сяо Фэн-сяня, который обманывал своего императора и скрывал истинное положение дел.
В стране бушевали мятежи, верные правительству войска не успевали подавлять их. Примечательно, что один из мятежей подавил чжурчжэньский вождь Агучань, который с отрядом в 300 чжурчжэньских всадников нанёс поражение мятежному войску Елюя Чжанну, насчитывавшего более 10 тысяч человек. Только знатных людей было захвачено более 200 человек. Агучань приказал казнить всех пленных в назидание другим. Остальные мятежники бежали к Агуде. Сам Елюй Чжанну был схвачен и казнён — его разрубили на 2 части. Агучань в своё время воевал с Агудой, а после поражения с отрядом в несколько сот воинов бежал в Ляо.
Подняли восстание бохайцы под командованием Гао Юн-чана. Они захватили Восточную столицу и с переменным успехом воевали с киданями. К столице приблизились чжурчжэни, которые разбили киданей. Гао Юн-чан и Агуда не смогли договориться — обе стороны стремились к лидерству, что в итоге привело к конфликту. Цзиньцы разбили бохайцев, Гао Юн-чан был пойман и казнён за убийство послов. В 1116 году чжурчжэни захватили Восточную столицу Ляо, а вскоре — всю восточную Маньчжурию.
В 1117 году Агуда предложил корёсцам признать сюзеренитет Цзинь, но это предложение было отклонено. Но чтобы корёсцы не мешали войне с киданями, чжурчжэни разрешили им захватить киданьский город Почжоу.
В 1118 году было заключено первое соглашение между Цзинь и китайской империей Сун о совместных действиях против киданей.
В 1119 году боевые действия возобновились. В 1120 году был заключён стратегический союз между Сун и Цзинь, и цзиньские войска взяли Верхнюю столицу Ляо. Ляоский император Тяньцзо-ди казнил своих приближённых, подозревая их в заговоре, и один из его родственников — Елюй Юйду — спасая свою жизнь в 1121 году бежал к чжурчжэням. В 1121 году Елюй Юйду повёл чжурчжэньские войска прямо на Среднюю столицу Ляо.

### Раскол империи Ляо
В 1122 году дядя ляоского императора Елюй Цюнь, носивший титул «Янь-вана», провозгласил императором себя, и империя Ляо распалась на две части: северные, юго-западные и северо-западные районы империи находились под контролем Тяньцзо-ди, южные — в руках Янь-вана. Чжурчжэни захватили Западную столицу Ляо, сунские войска начали наступление на Яньцзин. Теснимый чжурчжэнями, Тяньцзо-ди бежал к своим последним союзникам — тангутам.
В связи с пассивностью сунской армии кидане сделали попытку нейтрализовать империю Сун и обезопасить свои южные границы. Елюй Даши был назначен Янь-ваном главнокомандующим Южным маршрутом и, прибыв во главе двух тысяч киданьских и сиских всадников в Чжочжоу, с ходу нанёс поражение сунским войскам при Ланьгоудяне. Киданям не удалось на плечах противника переправиться через реку Байгоу, однако в лагере Елюй Даши близ города Синьчэн вскоре собралась 30-тысячная армия благодаря прибытию дезорганизованных и напуганных сунской пропагандой киданьских воинов. После прибытия вспомогательного корпуса сиских воинов под командованием Сяо Ганя кидане нанесли поражение сунской армии и временно справились с угрозой с юга.
Летом 1122 года неожиданно заболел и умер Янь-ван. Перед смертью он пожаловал Ли Чувэню звание главнокомандующего, желая видеть его споим преемником на троне. Ли Чувэнь со своим сыном Ли Ши через сунского сановника Чжао Лянсы установил связь с сунским императором, и держал на готове верных людей, чтобы схватить киданьских вождей, открыть ворота сунцам и изъявить покорность империи Сун. Елюй Даши и Сяо Гань подвели свои отряды к дворцу и заставили военных и гражданских чиновников избрать на престол второго сына Тяньцзо-ди, носившего титул Цинь-вана, а временное управление делами поручить вдове Янь-вана, носившей титул Циньгофэй. Ли Чувэнь был казнён.
После этого Елюй Даши разгромил под Сюнчжоу отборную сунскую армию. Осенью 1122 года новая огромная сунская армия двинулась на Цзинь, но Елюй Даши и Сяо Гань вновь разгромили её. Эти победы подняли пошатнувшийся престиж киданьской империи, и на защиту дружественной державы выступили тангуты. 30-тысячная тангутская армия нанесла несколько поражений чжурчжэням, но в решающем сражении на реке Ишуй была разгромлена.

### Наступление киданей на Яньцзин
После разгрома тангутов чжурчжэни по трём направлениям двинулись на захват области Янь. Киданьская императрица была в растерянности, в рядах киданьской верхушки наступил раскол: Сяо Гань предложил план возрождения государства на территории обитания своего племени си, Елюй Даши настаивал на отходе к императору Тяньцзо-ди. Елюй Даши убил Сяо Бодэ, мешавшего его возвращению к Тяньцзо-ди и, захватив императрицу, с другими киданьскими военачальниками отправился на запад. Сяо Гань, увидев в этом вероломство, ушёл с сискими и бохайскими воинами на территорию племени си, где в 1123 года провозгласил образование государства Великое Си, присвоив себе императорский титул.
Чжурчжэньские войска под руководством самого Агуды осадили крепость в горном проходе Цзюйюнгуань. Армия киданей проходила в это время через проход Губэйкоу. Чтобы дать возможность киданьской армии уйти, Елюй Даши неожиданно для чжурчжэней появился в области Фэншэнчжоу, взял город и стал быстро продвигаться вперёд. Его появление было столь неожиданным, что чжурчжэньские войска откатились почти до гор Лунмэншань. Перебросив против Елюй Даши значительные силы под командованием Лоуши и Ма Хошана, чжурчжэни разбили войска Елюй Даши, а его самого взяли в плен, однако основная киданьская армия смогла уйти. Чжурчжэньский принц Цзун-ван, узнав о захвате Елюй Даши, приказал ему провести чжурчжэньские войска к лагерю киданей. В результате чжурчжэньской атаки в плен были взяты наложницы, сыновья, дочери и родственники киданьского императора, множество военных и гражданских чиновников; самому Тяньцзо-ди удалось спастись и бежать в Инчжоу. После этого Елюй Даши был принят на цзиньскую службу, однако вскоре бежал от чжурчжэней и прибыл к Тяньцзо-ди.

### Бегство киданей на запад
В 1123 году по предложению чжурчжэней был поставлен вопрос о мире с тангутами, которым Цзинь за отказ от поддержки киданей предложила несколько пограничных областей. Вскоре тангуты, убедившись в силе цзиньских армий, признали сюзеренитет Цзинь. Единственными союзниками киданей оставались некоторые племена Монголии.
Во второй половине 1123 года Тяньцзо-ди попытался отбить области Яньчжоу и Юньчжоу, но был разбит на реке Яньхэся, остатки его войск укрылись в горах Цзяшань. Получив от племени дадань 50 тысяч воинов, Тяньцзо-ди вновь выступил на юг. Елюй Даши попытался его отговорить, но Тяньцзо-ди посадил его под домашний арест. Елюй Даши, убив своих охранников, бежал на запад. Тяньцзо-ди был опять разгромлен чжурчжэнями, и был вынужден бежать в Шаньцзинсы, где стал советоваться со своим приближённым Сяохулу о том, на чью сторону перейти — сунцев или тангутов. Сяохулу отправил к чжурчжэням гонца с доносом о планах киданьского правителя, и чжурчжэни срочно устремились к лагерю киданей. Тяньцзо-ди был пленён.

### Образование Северной Ляо
Елюй Даши, к которому примкнуло 80 человек из его племени и 120 человек из других племён, возвёл на императорский престол в качестве марионетки сына Тяньцзо-ди, носившего титул Лян-вана, а сам официально стал его помощником и от его имени назначил чиновников. Елюй Даши и Лян-ван бежали сначала на север, к белым татарам, после чего, получив от них лошадей, верблюдов и овец, повернули на запад и пересекли пустыню, придя в Кэдуньчен на реке Орхон — важный военный центр на северо-западной границе киданьской империи.
Лян-ван через несколько месяцев умер. Елюй Даши возвёл на престол Елюй Чжуле, но тот месяц спустя был убит своими соратниками. Поэтому в начале 1124 года провозгласил себя императором нового государства Северная Ляо.

## Итоги и последствия
В результате войны была уничтожена киданьская империя Ляо, а её место заняла чжурчжэньская империя Цзинь. Так как империя Сун претендовала на шестнадцать округов, то вскоре началась война между бывшими союзниками. Ушедшие на северо-запад остатки киданей некоторое время пытались продолжать борьбу с чжурчжэнями, однако были разгромлены и, уйдя в Среднюю Азию, образовали там Каракитайское ханство.